# Penelope Orsini

Stemma originario degli Orsini prima della successione Anguillara

Penelope Orsini (... – 1465) è stata una nobildonna italiana.

## Biografia
Era figlia di Guido Orsini, di Bertoldo Orsini terzo conte di Pitigliano.
Fu l'amante di Aldobrandino Orsini, quinto conte di Pitigliano, padre del famoso condottiero Niccolò (1442-1510). 
Con Aldobrandino ebbe un figlio di cui non è noto il nome, che per favorirlo nell'ascesa famigliare decise di distruggere i figli legittimi del conte. Fu infatti avvelenato nel 1465 il primogenito del conte, Ludovico. Della morte vennero incolpati i senesi, acerrimi nemici degli Orsini. Papa Paolo II fu mediatore nella contesa, che stava sfociando in gravi disordini. Fu scoperta Penelope quale mandante dell'omicidio, che venne uccisa assieme al figlio naturale da Niccolò Orsini, secondogenito di Aldobrandino. Costui fu costretto a rifugiarsi nella rocca del castello e abdicare in favore del figlio, che divenne il sesto conte di Pitigliano.